# Roma Bielce
Roma Bielce (rum. Fotbal Club Roma Bălți) – mołdawski klub piłkarski z siedzibą w Bielcach.

## Historia
Drużyna piłkarska Roma Bielce została założona w mieście Bielce w 1994.
W sezonie 1995/1996 klub startował w Divizia B. Po zajętym pierwszym miejscu w sezonie 1996/1997 debiutował w Divizia A, w której zajął 2. miejsce i zdobył awans do Divizia Națională. Latem 1997 debiutował w Divizia Națională, w której zajął 8 miejsce. W sezonie 1999/00 klub zajął 8 miejsce i spadł z powrotem do Divizia A. Po zakończeniu sezonu 2000/01 zajął 11 miejsce, ale przed startem nowego sezonu wycofał się z rozgrywek i został rozwiązany w 2002.

## Sukcesy
- 7 miejsce w Divizia Națională: 1998/1999
- wicemistrz Divizia A: 1996/1997
- Ćwierćfinalista Pucharu Mołdawii: 1995/96, 1996/1997, 1997/1998, 1998/1999